# Человек из Уоркингтона
Человек из Уоркингтона (англ. Workington man) — политический термин, используемый социологическими компаниями в Великобритании. Возник после выборов 2019 года и был назван в честь камбрийского города Уоркингтон, под которым подразумевается типичный колеблющийся избиратель, который как считается и определяет конечный исход выборов. Оказанная им поддержка консерваторам на выборах 2019 года привела к разрушению красной стены из избирательных округов с гарантированными местами (англ. safe seats) для лейбористов.
Термин был представлен поддерживающим консерваторов аналитическим центром Onward в материале для газеты Guardian, в котором следующим образом был описан этот стереотип: живущий на севере страны мужчина около 45 лет без высшего образования, любящий смотреть регби и ранее поддерживавший лейбористов, но в 2016 году проголосовал за выход Великобритании из ЕС. Газета Financial Times описала термин как «самая последняя депрессивная политическая карикатура». Термин аналогичен ранее использовавшимся политическим стереотипам, вроде Ворчестерской женщины.
Лейбористы контролировали избирательный округ Уоркингтона большую часть его столетнего существования за исключением периода после перевыборов 1976 года. Менее чем через три года на общенациональных выборах округ был отвоёван лейбористами. К выборам 2019 года округ рассматривался консерваторами как ключевой для победы, по итогам выборов к ним перешло дополнительные 9,7 % голосов.